# Уфимское высшее военное авиационное училище лётчиков
Уфимское высшее военное авиационное училище лётчиков (УВВАУЛ) — прекратившее деятельность лётное училище в городе Уфа.
Существовало с 1986 по 1999 и специализировалось на подготовке лётчиков на вертолёты военной авиации. Лётная подготовка курсантов училища велась в учебном вертолётном полку на вертолётах Ми-2 и Ми-8.
На территории училища ныне — учебный центр МВД РБ и отряд специального назначения внутренних войск, а также школа-интернат с первоначальной лётной подготовкой.

## История
Училище было создано по приказу Министра обороны СССР № 052 от 04.03.1983 г., которым было реализовано Постановление Совета Министров СССР от 6 января 1983 г. № 16-5 «О создании в г. Уфе высшего военного авиационного училища лётчиков». Министр приказал:
- Дату формирования определить 1 сентября 1984 г.
- Училище сформировать к 1 января 1986 г., Занятия с курсантами начать с 1 сентября 1986 г.

- Первый набор курсантов произведён в 1986 г.
- Первое занятие проведено 1 сентября 1986 г.
- Первые курсантские полёты начались с 14 мая 1989 г.
- Первый выпуск состоялся в октябре 1990 г.

Первый набор курсантов произведён в 1986 году.
Август 1987 г. — перебазирован из Белоруссии в Уфу вертолётный полк (в/ч 15402) с частями обеспечения. В 1988 г. в г. Давлеканово — сформированы две эскадрильи УВП с частями обеспечения. В Мишкинском районе Республики Башкортостан развёрнут авиационный полигон. В 1989 г. авиагарнизон Безенчук передан из состава Сызранского ВВАУЛ в состав Уфимского ВВАУЛ.
Лётное обучение осуществляли лётчики-инструкторы на аэродромах Красный Яр, Давлеканово, Безенчук, Звезда, Сердобск.
В июне 1989 года личный состав УВВАУЛ участвовал в операции по спасению пострадавших в результате железнодорожной катастрофы в районе станции Улу-Теляк. Было эвакуировано 358 пострадавших.
В мае 1990 года проводились полёты по оказанию помощи и эвакуации пострадавших от наводнения в Белорецком и Бурзянском районах Башкирии.
В 1991 году в Уфимское ВВАУЛ были переведены курсанты расформированного Саратовского высшего военного авиационного училища летчиков (Саратовское ВВАУЛ)
К 1995 году училище подготовило более 1000 офицеров, на тот год в училище было 12 кафедр, штат преподавателей — 150 человек, в том числе 20 кандидатов наук.
В конце 1999 года Уфимское ВВАУЛ прекратило существование в соответствии с Постановлением Правительства РФ, принятым в августе 1998 года.
Всего за время существования училища было подготовлено 1692 военных летчика.
Сейчас на территории бывшего училища дислоцируются Учебный центр МВД и Отряд специального назначения внутренних войск.
Также на территории в одном из бывших корпусов училища располагается организованная в 2000 году школа-интернат с первоначальной лётной подготовкой.

## Начальники
- 1984—1994: генерал-майор Лысенко, Борис Иванович
- 1994—1999: генерал-майор Пишенин, Алексей Николаевич[4]

## Выпускники училища
За 8 выпусков дипломы УВВАУЛ получили 1692 курсанта, 71 офицер-слушатели заочного отделения и 8 военнослужащих Казахстана. Шесть выпускников были удостоены диплома с отличием и золотой медали:
Борис Боярский, Геннадий Багрий, Радик Асыльбаев, Владимир Каряев, Иван Гнетецкий, Вячеслав Власов (обучался заочно), 63 выпускника стали обладателями «красных» дипломов.
Два набора курсантов УВВАУЛ завершили обучение в Сызранском военном авиационном институте, в том числе с золотой медалью Раушан Кутлуяров и Роман Молодкин.
Три выпускника училища удостоены звания Героя России:
- Андрей Анощенков — выпуск 1991 г. (посмертно).
- Александр Блохин — выпуск 1993 г. (посмертно).
- Александр Омельяненко — выпуск 1996 г. Продолжает службу в Вооружённых силах России.